# Клод-Анрі Гріньон
Клод-Анрі́ Гріньо́н (фр. Claude-Henri Grignon, 8 липня 1894, Сент-Адель, Лорантиди, Квебек — 3 квітня 1976, місто Квебек) — квебекський письменник і журналіст.
Найвідомішим з його творів є роман «Людина і її гріх» (фр. Son roman Un homme et son péché) написаний у 1933 році. За цією книжкою, у Квебеку було знято кілька художніх фільмів і телесеріал «Гарні історії Верхніх Країв» (фр. Les Belles Histoires des Pays-d'en-Haut) у 1956—1970.

## «Людина і її гріх»
Дія відбувається у Лорантидах — квебекському регіоні на північ від Монреалю — наприкінці XIX століття. Головний герой — Серафен Пудріє (фр. Séraphin Poudrier) — сільський ростовщик. Попри високі доходи, він живе, як жебрак, бо економить кожну копійку. Намагається витягти з односельців якнайбільше грошей. Через економію на вугіллі, їжі та лікуванні, його дружина захворює і вмирає.
Наприкінці роману у будинку Серафена стається пожежа, він кидається у полум'я, щоб врятувати гроші, і гине.
Екранізації роману мали велику популярність. Якийсь час ім'я Серафен увійшло у розмовну мову, символізуючи жадібну людину.

## Твори Клод-Анрі Гріньона
- 1922 — Les Vivants et les autres (recueil d'essais)
- 1929 — Le Secret de Lindbergh (1929)
- 1933 — Ombres et Clameurs (1933) (regard sur la littérature canadienne)
- 1933—1935 — Людина і її гріх (фр. Un homme et son péché) (1933)
- 1934 — Le Déserteur et autres récits de la terre (recueil de nouvelles) (1934)
- 1935 — Précisions sur " Un homme et son péché " (essai)
- 1936 — Les pamphlets de Valdombre (revue mensuelle, politique et littéraire)